# Lulworth Estate
Das Lulworth Estate liegt zwischen Wareham und Lulworth Cove, zum Teil auf der Halbinsel Isle of Purbeck, in der Grafschaft Dorset, in England.
Das Estate (zu deutsch: landwirtschaftliches Anwesen) liegt circa 10 Kilometer westlich von Swanage und etwa 15 Kilometer östlich von Dorchester und liegt innerhalb einer Area of Outstanding Natural Beauty. Der Grundbesitz gehört zum größten Teil der Familie Weld-Blundell und zum Teil dem Verteidigungsministerium des Vereinigten Königreichs. Lulworth Military Range ist Teil der Ausbildungsschule für gepanzerte Kampffahrzeuge (Armoured Fighting Vehicles Gunnery School).
Innerhalb des Estates liegt das Geisterdorf und Museum von Tyneham sowie das Schloss Lulworth Castle.